# Cédric Van Branteghem

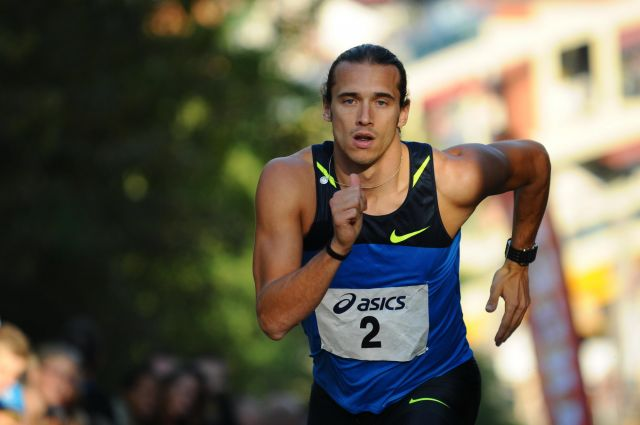
Cédric Van Branteghem, 2008

Cédric Marie Carlos Thérèse „Cedje“ Van Branteghem (* 13. März 1979 in Gent) ist ein belgischer Sprinter.
Van Branteghem gewann 2001 seinen ersten Belgischen Meistertitel im 400-Meter-Lauf, 2002 siegte er im 200-Meter-Lauf. Bei den Europameisterschaften 2002 in München erreichte Van Branteghem das Finale über 400 Meter und belegte in 45,95 s den sechsten Platz. 2003 steigerte er mehrfach seine persönliche Bestzeit und wurde über 200 Meter erneut Belgischer Meister. Beim Memorial Van Damme in Brüssel verbesserte er sich über 400 Meter auf 45,02 s und unterbot damit den 27 Jahre alten Rekord von Alfons Brijdenbach. Bei den Weltmeisterschaften in Paris-Saint-Denis erreichte er das Halbfinale über 400 und das Viertelfinale über 200 Meter (sein letzter Start über diese Distanz bei internationalen Meisterschaften). Ebenfalls ins Halbfinale gelangte er über 400 Meter bei den Olympischen Spielen 2004 in Athen.
2005 über 400 und 2006 über 200 Meter gewann er zwei weitere Belgische Meistertitel. Bei den Weltmeisterschaften in Helsinki schied er im Vorlauf aus, wurde dafür aber Vierter bei der Universiade in İzmir.
Bei den Europameisterschaften 2006 in Göteborg schied er im Vorlauf aus, und bei den Olympischen Spielen 2008 in Peking erreichte er erneut das Halbfinale im Einzelwettbewerb. Die belgische Stafette mit Jonathan Borlée, Kevin Borlée und Arnaud Ghislain erreichte das Finale in der 4-mal-400-Meter-Staffel und belegte den fünften Platz in 2:59,37 min. Mit dieser Zeit verbesserten sie den belgischen Rekord von 1981. Van Branteghem konnte damit Fons Brijdenbach auch seinen zweiten Freiluftrekord abnehmen, der ebenfalls 27 Jahre gehalten hatte.
2009 schied er bei den Weltmeisterschaften in Berlin im Vorlauf aus. Im Jahr darauf war Van Branteghem Startläufer der belgischen 4-mal-400-Meter-Stafette bei den Hallenweltmeisterschaften in Doha; zusammen mit Kevin und Jonathan Borlée sowie Antoine Gillet gewann er in 3:06,94 min die Silbermedaille hinter der US-Staffel. Bei den Europameisterschaften in Barcelona gewann er in derselben Disziplin Bronze zusammen mit Arnaud Destatte und den Borlée-Brüdern.
Cédric Van Branteghem ist 1,77 m groß und wiegt 72 kg. Er lebt in Lovendegem und wird von Patrick Himschoot trainiert.

## Persönliche Bestleistungen
- 100 m: 10,54 s, 29. Mai 2003, Sint-Niklaas
- 200 m: 20,60 s, 9. August 2003, Jambes
  - Halle: 21,29 s, 16. Februar 2003, Gent
- 400 m: 45,02 s, 5. September 2003, Brüssel
  - Halle: 46,18 s, 21. Februar 2003, Birmingham